# Heinrich Knipper
Heinrich Knipper (* 22. November 1919 in Osterwick; † 5. April 1991 in Rosendahl) war ein deutscher Kommunalpolitiker und ehrenamtlicher Landrat (CDU).

## Leben und Beruf
Nach dem Schulbesuch absolvierte er eine Holzschuhmacherlehre und legte 1940 in diesem Beruf die Meisterprüfung ab. Nach dem Kriegsdienst von 1940 bis 1945 war er zunächst auf dem elterlichen landwirtschaftlichen Hof und als Schuhmachermeister tätig. Nach einer längeren Zeit als Kraftfahrer übernahm er ab 1963 eine Tankstelle mit Reifenhandel und späterer VW-Vertragswerkstatt.
Knipper war Mitbegründer des CDU-Ortsverbandes Osterwick. Er war verheiratet.

## Abgeordneter
Dem Kreistag des Kreises Coesfeld gehörte er von 1961 bis 1987 an. 

## Öffentliche Ämter
Vom 26. Mai 1975 bis zum 8. Juli 1987 war er Landrat des Kreises Coesfeld.
Knipper war in verschiedenen Gremien des Landkreistages Nordrhein-Westfalen tätig.

## Sonstiges
Am 17. Dezember 1987 wurde Knipper das Bundesverdienstkreuz I. Klasse verliehen. 